# Kapfenstein
Kapfenstein – gmina w Austrii, w kraju związkowym Styria, w powiecie Südoststeiermark. Według danych Austriackiego Urzędu Statystycznego liczyła 1587 mieszkańców (1 stycznia 2015).